# كوميديا الأخطاء

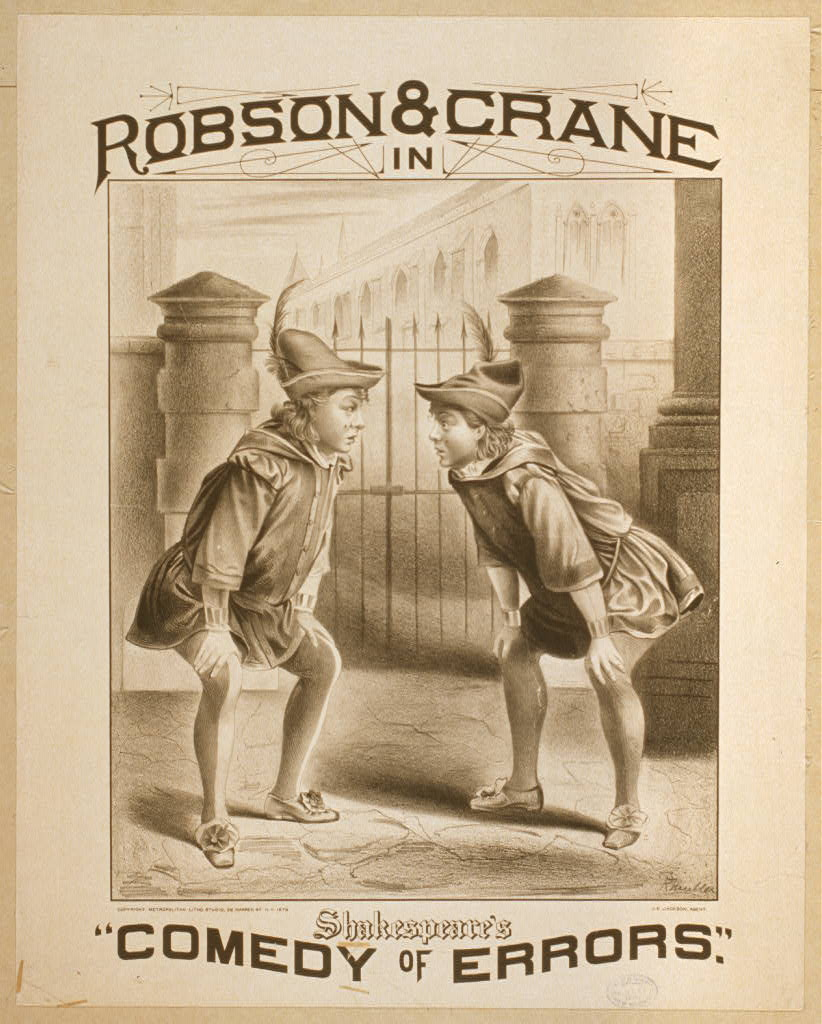
ملصق لإنتاج عام 1879 في برودواي، يضم ستيوارت روبسون ووليام هنري كرين.

كوميديا الأخطاء (بالإنجليزية: The Comedy of Errors)‏ إحدى مسرحيات شكسبير المبكرة، يسود الاعتقاد أنها كتبت بين الأعوام 1592 و1594. إنها من أقصر مسرحياته وأشدها هزلا، الكوميديا فيها حافلة بالخشونة، تنبع من أخطاء في التعرف على بعض الأشخاص، بالإضافة إلى الجناس والتلاعب اللفظي. إن كوميديا الأخطاء (أسوة بـالعاصفة) هما المسرحيتان الوحيدتان اللتان ٱلتزم فيهما شكسبير بالوحدات الكلاسيكية الثلاث. اقتبست هذه المسرحية في الأوبرا والسينما والمسرح الغنائي.
تحكي كوميديا الأخطاء قصة توأمين متماثلين فُرِّق بينهما عند الولادة. أنتيفولوس السرقوسي وخادمه دروميو السرقوسي، يصلان إلى أفسوس التي يتبين أنها موطن أخويهما التوأمين، أنتيفولوس الأفسوسي وخادمه دروميو الأفسسي. عندما يقابل السرقوسيان أصدقاء وأقارب أخويهما التوأمين، تحدث سلسلة من الحوادث المؤسفة بسبب الخلط بين الأشخاص.

## روابط خارجية
- كوميديا الأخطاء على موقع الموسوعة البريطانية (الإنجليزية)